# Stapedektomia
Stapedektomia – jeden z zabiegów chirurgii strzemiączka wykonywany przez otorynolaryngologów. Stosuje się go w leczeniu otosklerozy. Jest podobny do stapedotomii, jednak istnieją pewne zasadnicze różnice.
Początkowe etapy operacji są takie same jak podczas stapedotomii, jednak w tym przypadku infrastruktura strzemiączka jest usuwana całkowicie lub częściowo (z pozostawieniem fragmentu podstawy). Ze względu na różnice między stapedektomią a stapedotomią niektóre protezki mają zastosowanie tylko w stapedektomii.